# Marta Juchnowicz
Marta Grażyna Juchnowicz (ur. 1948) – polska ekonomistka, profesor doktor habilitowany nauk ekonomicznych, dyrektor Instytutu Kapitału Ludzkiego w Szkole Głównej Handlowej w Warszawie, profesor w Collegium Mazovia Innowacyjnej Szkole Wyższej.

## Życiorys
Pracę w Szkole Głównej Handlowej rozpoczęła we wrześniu 1971 od stanowiska stażysty asystenta. W 2011 uzyskała tytuł naukowy profesora nauk ekonomicznych. Wykłada na wszystkich typach studiów, w tym doktoranckich i studiów podyplomowych.
Była nauczycielem akademickim w Prywatnej Wyższej Szkole Nauk Społecznych, Komputerowych i Medycznych w Warszawie.
Została konsultantem w warszawskim Instytucie Pracy i Spraw Socjalnych. Jest też prezesem Fundacji Rozwoju Kapitału Ludzkiego i członkiem prezydium Komitetu Nauk o Pracy i Polityce Społecznej Polskiej Akademii Nauk oraz redaktorem naczelnym czasopisma Edukacja ekonomistów i menedżerów. Pozostaje również członkiem Krajowej Rady Przedsiębiorczości przy Ministrze Gospodarki i Centralnego Zespołu ds. Wartościowania Najwyższych Stanowisk w Służbie Cywilnej w Kancelarii Prezesa Rady Ministrów.
Do jej głównych zainteresowań naukowych należą zagadnienia zarządzania kapitałem ludzkim, zwłaszcza kształtowanie zaangażowania pracowników, skuteczność motywacji pracowniczej oraz kształtowanie systemów wynagrodzeń.
Wypromowała 17 doktorów. Napisała lub współtworzyła ponad dwieście publikacji naukowych, w tym ponad dwadzieścia książek, m.in.:
- Elastyczne zarządzanie kapitałem ludzkim z perspektywy interesariuszy, 2016[5],
- Satysfakcja z pracy czynnikiem kreującym kapitał ludzki, 2014,
- Zarządzanie kapitałem ludzkim. Procesy – narzędzia – aplikacje, 2014,
- Zaangażowanie pracowników. Sposoby oceny i motywowania, 2012[2].

## Odznaczenia
Otrzymała następujące odznaczenia i nagrody:
- Złoty Krzyż Zasługi,
- Krzyż Kawalerski Orderu Odrodzenia Polski,
- Medal Komisji Edukacji Narodowej,
- Medal im. Wacława Szuberta (2015),
- nagrody: Ministra Nauki i Szkolnictwa Wyższego II stopnia, Rektora SGH I stopnia indywidualne i zespołowe oraz Przewodniczącego Komitetu Badań Naukowych i Wdrożeń[5].